# Iwan Sawczenko (funkcjonariusz)
Iwan Tichonowicz Sawczenko (ros. Иван Тихонович Савченко, ur. 25 lutego?/9 marca 1908 we wsi Nowonikołajewka w Obwodzie Wojska Dońskiego, zm. 5 września 1999 w Moskwie) – zastępca ministra bezpieczeństwa państwowego (MGB) ZSRR (1951-1952), zastępca przewodniczącego KGB przy Radzie Ministrów ZSRR (1954-1959), generał porucznik.

## Życiorys
1930 ukończył technikum w Taganrogu, potem pracował w przemyśle metalurgicznym. Od V 1941 pracownik Komisji Kontroli Partyjnej przy KC WKP(b) (członek partii od 1939), kontroler, zastępca pełnomocnika KKP przy KC WKP(b) na obwód mołotowski (obecnie obwód permski) i woroszyłowgradzki (obecnie obwód ługański). Od VI 1947 zastępca szefa Wydziału Kadr przy KC KP(b)U, od XII 1948 zastępca kierownika Wydziału Organów Planowo-Finansowo-Handlowych KC KP(b)U, później pracował w aparacie KC WKP(b) - XII 1950 - III 1951 inspektor KC, 20 III - VIII 1951 kierownik Sektora Wydziału Partyjnych, Związkowych i Komsomolskich Organów KC WKP(b), następnie przeniesiony do pracy w MGB. 26 VIII 1951 - 3 VII 1952 zastępca ministra bezpieczeństwa państwowego ZSRR, 28 VI 1952 - 12 III 1953 szef Głównego Zarządu Służb Specjalnych (GUSS) przy KC WKP(b), 12 III 1953 - 18 III 1954 szef 8 Departamentu MWD ZSRR, 13 III 1954 - 6 VII 1959 zastępca przewodniczącego KGB przy Radzie Ministrów ZSRR, 11 VII 1959 - 14 II 1967 przewodniczący KGB przy Radzie Ministrów Mołdawskiej SRR, czyli szef KGB w Mołdawii, 14 II 1967 - VII 1969 zarządca Przedstawicielstwa KGB przy Zarządzie Bezpieczeństwa Państwowego Węgier, a VII 1969 - XI 1979 przy Ministerstwie Spraw Wewnętrznych Bułgarii. Od 4 stycznia 1954 pułkownik, od 31 V 1954 generał major, a od 25 IV 1975 generał porucznik. Od V 1980 na emeryturze.

## Odznaczenia
- Order Lenina (30 października 1967)
- Order Rewolucji Październikowej (13 grudnia 1977)
- Order Czerwonego Sztandaru Pracy (dwukrotnie - 23 stycznia 1948 i 28 marca 1958)
- Order Georgi Dimitrowa (Bułgaria, 1978)

I 4 medale.